# Orchestina maureen
Orchestina maureen är en spindelart som beskrevs av Michael Ilmari Saaristo 200. Orchestina maureen ingår i släktet Orchestina och familjen dansspindlar.
Artens utbredningsområde är Seychellerna. Inga underarter finns listade i Catalogue of Life.